# Liste der Kulturgüter in Grüsch
Die Liste der Kulturgüter in Grüsch enthält alle Objekte in der Gemeinde Grüsch im Kanton Graubünden, die gemäss der Haager Konvention zum Schutz von Kulturgut bei bewaffneten Konflikten, dem Bundesgesetz vom 20. Juni 2014 über den Schutz der Kulturgüter bei bewaffneten Konflikten sowie der Verordnung vom 29. Oktober 2014 über den Schutz der Kulturgüter bei bewaffneten Konflikten unter Schutz stehen.
Objekte der Kategorie A sind im Gemeindegebiet nicht ausgewiesen, Objekte der Kategorie B sind vollständig in der Liste enthalten, Objekte der Kategorie C fehlen zurzeit (Stand: 1. Januar 2023).

## Kulturgüter
| Foto |                                                                      | Objekt                                    | Kat. | Typ | Standort                        | Beschreibung |
| ---- | -------------------------------------------------------------------- | ----------------------------------------- | ---- | --- | ------------------------------- | --- |
| ja   | Datei hochladen · Wikidata zu Haus zum Rosengarten (Ott) (Q29784803) | Haus zum Rosengarten (Ott) KGS-Nr.: 03027 | B    | G   | Landstrass 5, 7 768035 / 205833 | Neben dem Prättigauer Heimatmuseum befindet sich seit 1981 auch das regionale Kultur- und Begegnungszentrum Kulturhaus Rosengarten im gleichnamigen Haus zum Rosengarten. |
| ja   | Datei hochladen · Wikidata zu Altes Rathaus (Q29784800)              | Altes Rathaus KGS-Nr.: 03028              | B    | G   | Landstrass 13 768066 / 205816   | |
| ja   | Datei hochladen · Wikidata zu Hotel Krone (Q29784805)                | Hotel Krone KGS-Nr.: 12448                | B    | G   | Landstrass 12 768054 / 205787   | |
| ja   | Datei hochladen · Wikidata zu Grosshaus (Q29784801)                  | Grosshaus KGS-Nr.: 12449                  | B    | G   | Landstrass 20 768137 / 205718   | |